# Großer Stein (Naturdenkmal)
Der Große Stein ist ein auffälliger Porphyrfelsen im Thüringer Wald in der Gemarkung Schönbrunn (Schleusegrund) im Landkreis Hildburghausen. Der Standort befindet sich nahe Neustadt am Rennsteig.

## Lage

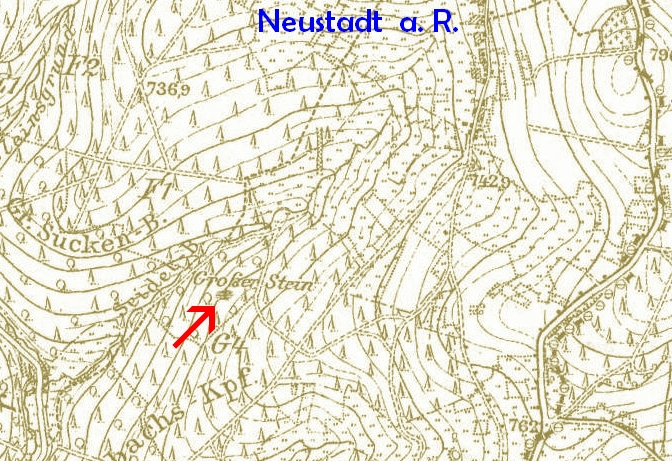
Lageplan (um 1880)

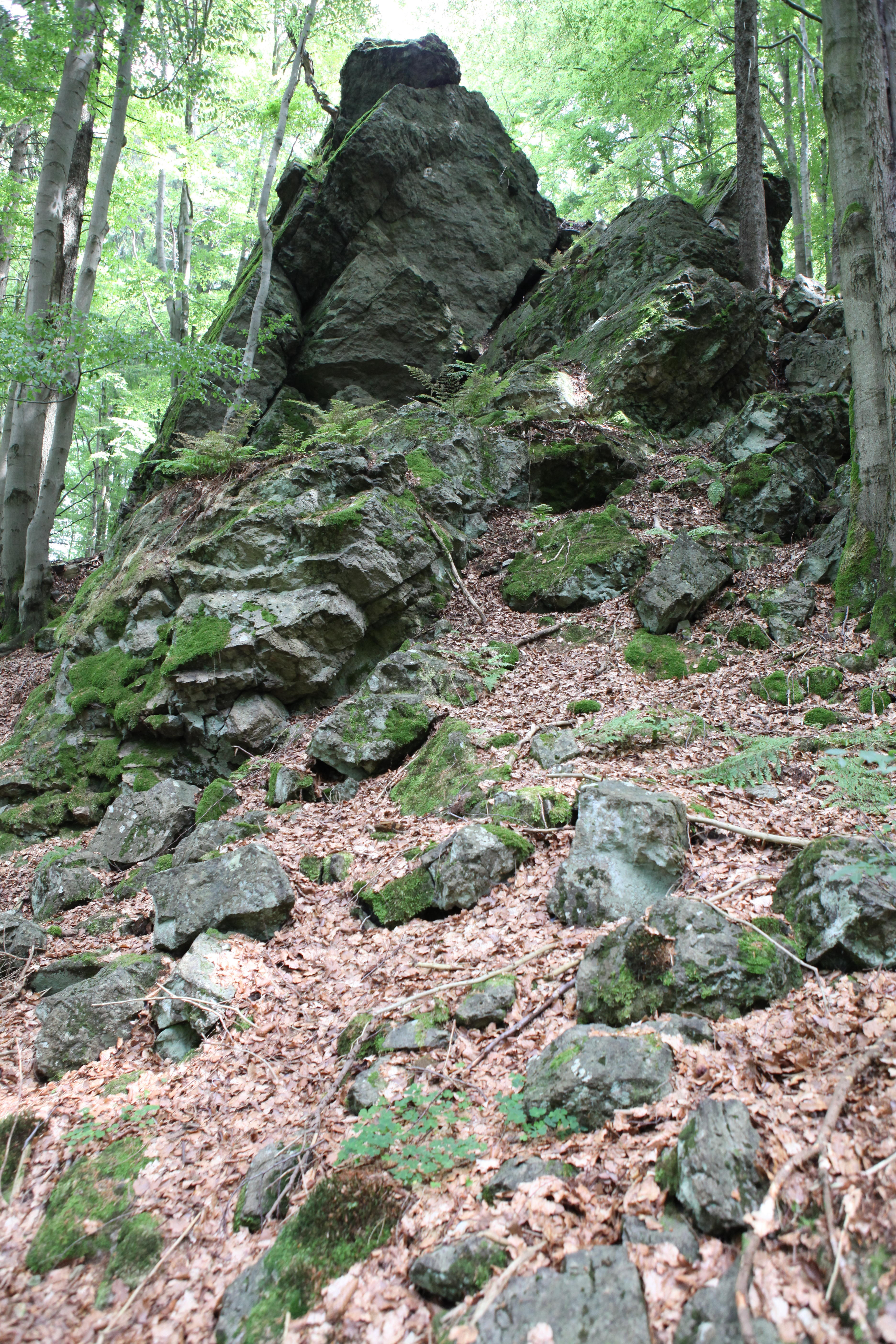
Großer Stein

Der 20–25 m hohe Fels ragt am Nordwesthang des „Tannenglasbachskopfes“ über dem Talgrund des „Seidelbachs“ auf. Der Standort befindet sich gegenüber dem „Großen Suckenkopf“ im Buchenwald auf einer Höhe von 716 m ü. NN.
Wanderer können den Felsen direkt vom südlichen Stadtrand von Neustadt am Rennsteig erreichen (Entfernung etwa 1,5 km), in dem sie vom Südende der „Tannengrundstraße“ dem westlichen der beiden hier beginnenden Wanderwege folgen und zum Tannenglasbachskopf durch die Bergwiesen links des Seidelbachs bis zum Waldrand folgen. Am Waldrand nach rechts abbiegen und dem ausgeschilderten Weg ca. 300 m talwärts folgen. Der Rückweg kann auch durch den Talgrund des Seidelbachs oder über den OT Kahlert verlängert werden.
Der als Naturdenkmal geschützte Porphyrfelsen wurde in Jahrtausenden durch fortwährende Verwitterung des weichen Gesteins herausmodelliert.
Der Große Stein und das ähnlich entstandene Felsgebilde „Nadelöhr“ im 5 km entfernten Dachsbachtal (Gießübler Schweiz) waren Gegenstand von Sagen und Geschichten.